# Brännvallsjön
Brännvallsjön är en sjö i Arvidsjaurs kommun i Lappland och ingår i Skellefteälvens huvudavrinningsområde. Sjön har en area på 0,276 kvadratkilometer och ligger 407,8 meter över havet.

## Delavrinningsområde
Brännvallsjön ingår i det delavrinningsområde (725259-166769) som SMHI kallar för Utloppet av Storträsket. Medelhöjden är 427 meter över havet och ytan är 11,91 kvadratkilometer. Räknas de 4 avrinningsområdena uppströms in blir den ackumulerade arean 44,74 kvadratkilometer. Petikån som avvattnar avrinningsområdet har biflödesordning 2, vilket innebär att vattnet flödar genom totalt 2 vattendrag innan det når havet efter 137 kilometer. Avrinningsområdet består mestadels av skog (55 procent) och sankmarker (27 procent). Avrinningsområdet har 2,02 kvadratkilometer vattenytor vilket ger det en sjöprocent på 16,9 procent.